# アミュプラザみやざき
アミュプラザみやざきは、宮崎県宮崎市老松及び広島、錦町にある宮崎駅に付随する複合商業施設である。宮崎駅西口（高千穂口）にある「うみ館」「やま館」、駅高架下にある「ひむか きらめき市場」から成る。

## 概要
JR九州と宮崎交通による宮崎駅西口再開発計画の一環として、シネマコンプレックス「ワンダーアティックシネマ」を中核店舗に「JR宮交ツインビル」を建設。県道341号線を境に東側のビルを「うみ館」、西側のビルを「やま館」とし、さらに宮崎駅1階にあった「えきマチ1丁目宮崎」を改装して「ひむか きらめき市場」を開業。合わせて「アミュプラザみやざき」とした。
郊外の新別府町にある大型ショッピングモール「イオンモール宮崎」の開業によって、宮崎市中心市街地では近年客足が遠のいていた。宮崎駅西口の再開発により、アミュプラザと近隣商店街とを人々が「回遊」することでの市街地の活性化が期待されている。
テナントには宮崎初出店を始め南九州初出店も多い。また、回転寿司の羽田市場は西日本初出店である。アフランシールは日向市が本店。日向市外の出店はアミュプラザみやざきが初めてである。

## 沿革
- 2018年（平成30年）10月18日：宮崎駅西口の九州旅客鉄道と宮崎交通との共同開発の概要が決定[2]。同日、商業エリアの名称を「アミュプラザ宮崎」とすると発表した。
- 2020年（令和2年）
  - 2月1日：西立体駐車場の営業を開始[12]。
  - 2月4日：当施設の管理・運営を行うJR宮崎シティを設立[13]。
  - 6月18日：施設概要及び一部店舗を発表[5]。
  - 10月14日：駅高架下エリア「ひむか きらめき市場」がリニューアルオープン[14][9][10]。
  - 10月16日：西口駅前広場（アミュひろば）が完成[15][16]。
  - 11月19日：西口駅前広場（アミュひろば）に日向夏をかたどった郵便ポスト「日向夏ポスト」を設置[17]。
  - 11月20日：うみ館・やま館が開業[8][14][18]。

## 施設

### うみ館

#### 出店店舗・施設（一部）
1階：レディス・メンズファッション／ファッション雑貨／飲食／食品
- リンツ ショコラ ブティック（宮崎初）
- コトモノマルシェ（南九州初）
- エテ（宮崎初）
- ミラオーウェン
- ジェラートピケ（宮崎初）
- ルーニィ
- ビームス（宮崎初）
- タイル
- スターバックス コーヒー
- 貢茶
- アーバンリサーチ
- BRIEFING

2階：レディスファッション ファッション雑貨
- マリー・クヮント
- ViS
- ACCOMMODE
- 靴下屋
- インデックス
- ABCマート

3階：雑貨／飲食／食品
- ハンズ（旧:東急ハンズ）（宮崎初）
- シアトルズベストコーヒー
- ラフィネ

4階：レストラン／アミューズメント
- うまや（宮崎初）
- ポムの樹（宮崎初）
- GiGO
- 羽田市場（西日本初）

5階：シネマコンプレックス
- ワンダーアティックシネマ（詳細は下記の#ワンダーアティックシネマを参照）

6階：シネマコンプレックス／サービス／アミュにわ
- ワンダーアティックシネマ（詳細は後述）

7階：オフィス／アミュにわ／飲食
8階 - 10階：オフィス
屋上：アミュそら／交通神社

### やま館

#### 出店店舗（一部）

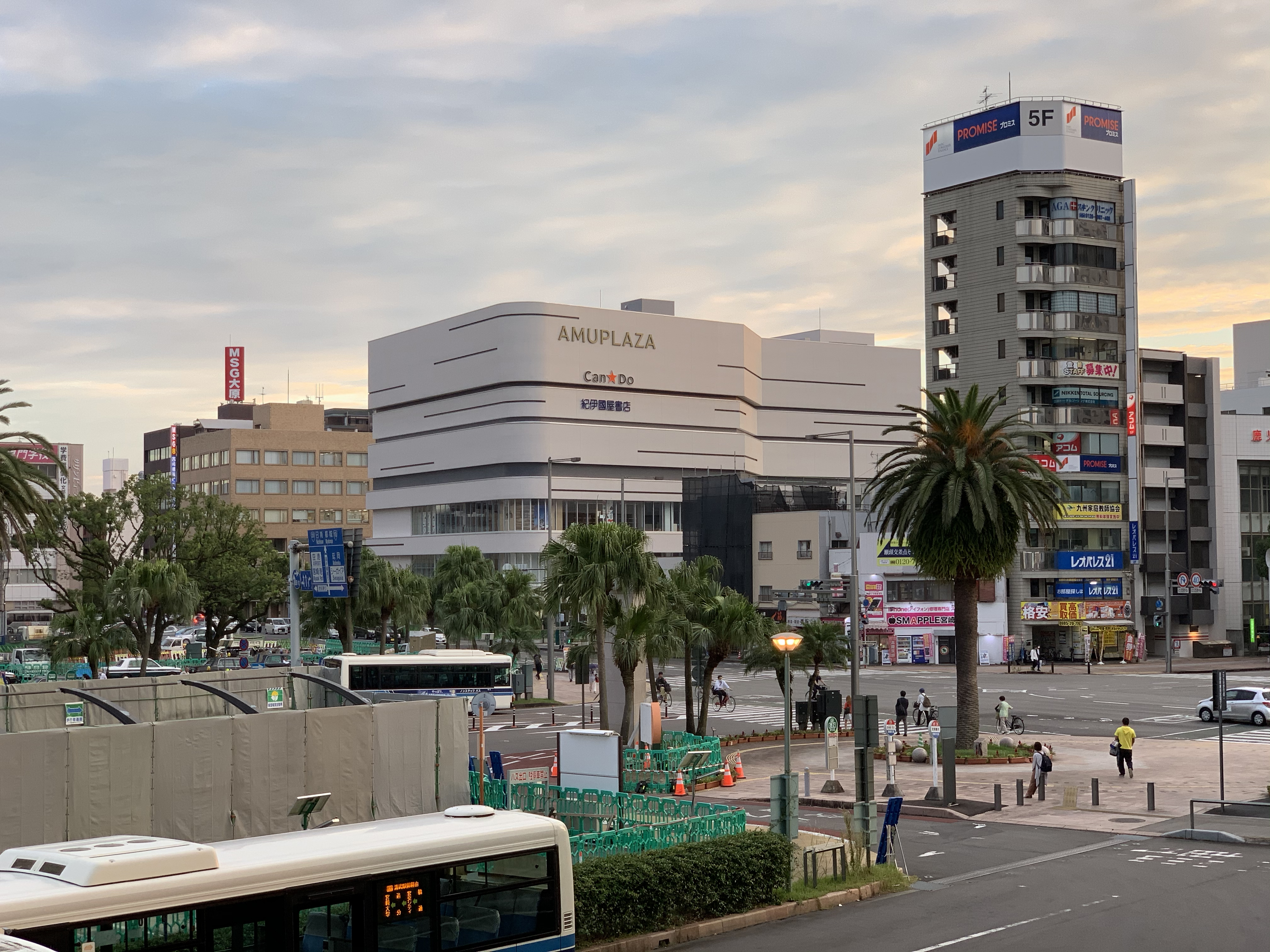
やま館（2020年8月）

1階：食品
- スーパーまつの
- ドンク(宮崎初)

2階：ファッション／雑貨／カフェ
- アフランシール(宮崎市初)

3階：ファッション／アウトドア
- SUIT SELECT
- DIFFERENCE
- 好日山荘
- コロンビア・スポーツウェア（南九州初）

4階：雑貨
- 紀伊國屋書店(宮崎初)

5階：雑貨
- キャンドゥ

6階：サービス
- ホットヨガスタジオLAVA（宮崎初）
- 湘南美容クリニック（宮崎初）

### ひむか きらめき市場

#### 出店店舗（一部）
駅高架下エリア
- たんや HAKATA
- ビアードパパの作りたて工房
- フェスティバロ

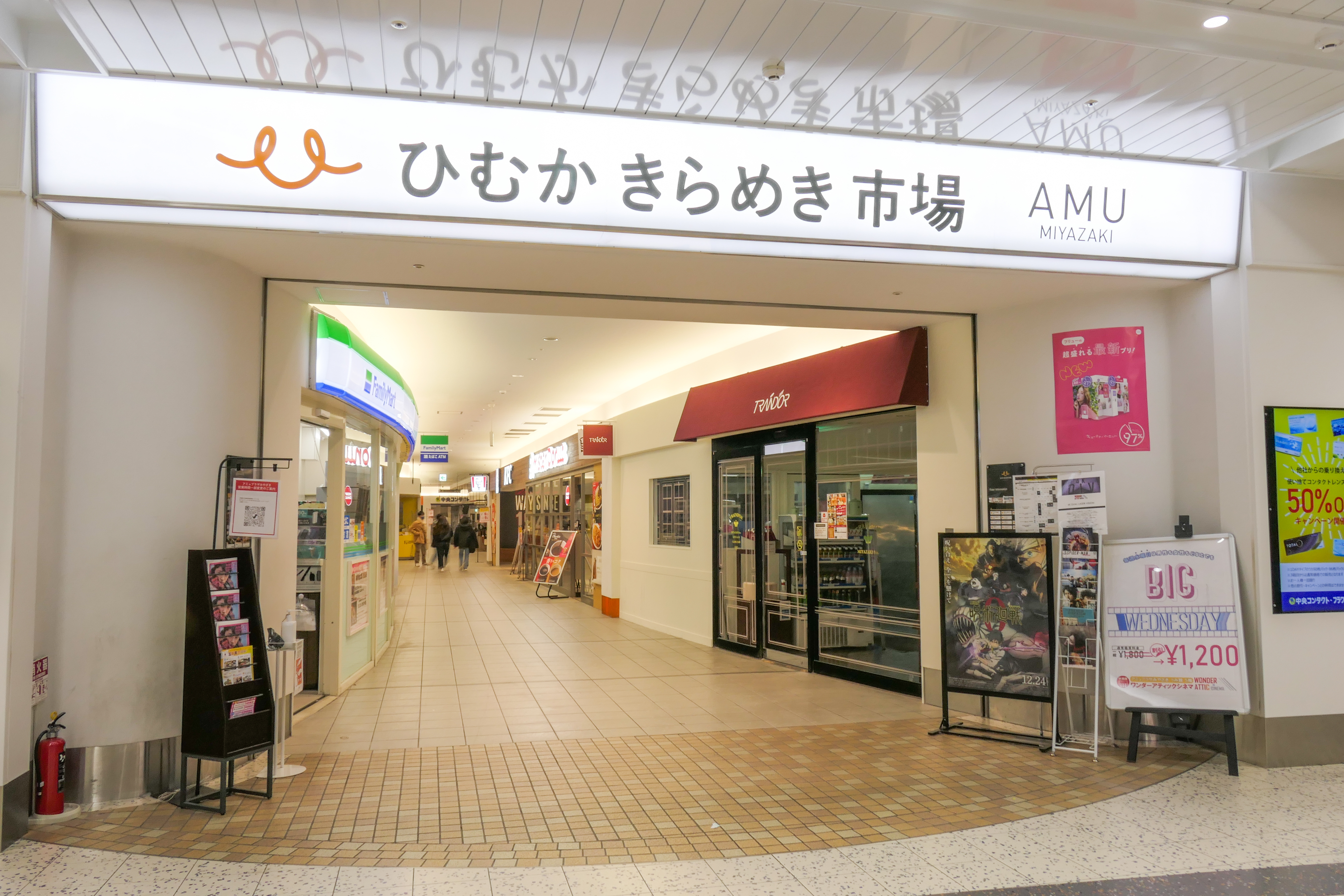
ひむか きらめき市場

- Kyushu Craft STAND Miyazaki by宮崎ひでじビール
- アクセア/アクセアカフェ
- シアトルズベストコーヒー
- マクドナルド
- ケンタッキーフライドチキン
- ミスタードーナツ
- SUMOMO BAKERY
- 宮崎銘品蔵（土産屋）
- トロピカルハウス（土産屋）
- ファミリーマート
- ドラッグイレブン
- 中央コンタクト

## ワンダーアティックシネマ
ワンダーアティックシネマは、アミュプラザみやざき（うみ館）に所在する映画館（シネマコンプレックス）。セントラル観光株式会社（代表：力武嘉壽子）が経営・運営する。
2020年11月20日のアミュプラザみやざき開業と同時に営業開始。セントラル観光が宮崎市街地で運営する映画館としては、2005年5月1日まで営業されていた宮崎セントラル会館以来、約15年ぶりの復活となった。

### 沿革
- 2018年（平成30年）
  - 10月18日 : JR九州と宮崎交通は「宮崎駅西口共同開発」の概要にて、JR宮交ツインビルの複合商業施設アミュプラザ宮崎内にシネマコンプレックス（複合映画館）の整備を明記[2]。
- 2019年（平成31年 / 令和元年）
  - 5月22日 : アミュプラザ宮崎の核施設となるシネマコンプレックスの出店会社が、セントラル観光株式会社に決定したことが発表される[25]。
- 2020年（令和2年）
  - 2月8日 : セントラル観光はアミュプラザ宮崎に出店する新劇場名称について、一般公募によりワンダーアティックシネマに決定したことを発表。
  - 11月20日 : アミュプラザみやざき開業により営業開始[8]。
- 2022年（令和4年）
  - 1月22日 : 未明に発生した震度5強の地震の影響による店舗メンテナンスの為に、営業を停止。
  - 2月11日 : 復旧完了の為、営業を再開。
- 2024年（令和6年）
  - 2月23日 :スクリーン5にサブウーハーシステムを新たに導入し、重低音に特化した特別上映方式「重音(じゅうおん)」を開始。

### 施設概要
- 所在地：宮崎県宮崎市老松2丁目2番22号　アミュプラザみやざき うみ館 5F
- 営業時間：9:00 - 23:00（通常時）[26]
- 上映開始時間の約10分前より入場可
- 定休日なし（年中無休）
- 全館バリアフリー（車椅子）対応
- 全シアターにおいて4Kレーザープロジェクター導入、およびサラウンド7.1ch対応[27]

| スクリーン | 座席数 | 車椅子席 | シアター      | 備考                         |
| ---------- | ------ | -------- | ------------- | ---------------------------- |
| 1          | 146    | 1        | 11.8m × 4.94m |                              |
| 2          | 95     | 1        | 8.4m × 4.54m  |                              |
| 3          | 95     | 1        | 8.4m × 4.54m  |                              |
| 4          | 95     | 1        | 8.4m × 4.54m  |                              |
| 5          | 207    | 1        | 15.3m × 6.4m  | 重低音特化型上映「重音」対応 |
| 6          | 93     | 1        | 8.4m × 4.54m  |                              |
| 7          | 93     | 1        | 8.4m × 4.54m  |                              |